# Тихоокеанский научно-исследовательский рыбохозяйственный центр
Тихоокеа́нский филиал Всероссийского научно-исследовательского института рыбного хозяйства и океанографии (ТИНРО) — крупный научно-исследовательский центр на Дальнем Востоке России.
До реорганизации и включения в структуру ВНИРО являлся самой крупной рыбохозяйственной научно-исследовательской организацией России. Старейшее государственное научное учреждение Владивостока. Основные направления исследований:
- морская биология,
- биоценология,
- океанография,
- разработка новых комплексных технологий переработки морского сырья
- аквакультура
- безопасность и пищевая ценность рыбного сырья и рыбопродукции

Кроме дирекции и группы подразделений, расположенных во Владивостоке, в состав ТИНРО-Центра входят Хабаровское, Чукотское отделения и База научно-исследовательского флота (БИФ), имеющая 17 собственных научно-исследовательских судов. Флот ТИНРО-Центра является крупнейшим в отрасли научным флотом.
При ТИНРО-Центре есть аспирантура (c 1954 года) и диссертационный совет по защитам кандидатских (с 1965 года) и докторских диссертаций.

## История
История института началась с принятия в 1925 году Дальневосточным ревкомом декрета о создании в г. Владивостоке Тихоокеанской научно-промысловой станции — ТОНС.
Организация ТОНС была поручена известному ученому, профессору Константину Дерюгину.
С созданием ТОНС на Дальнем Востоке начался небывалый по своей интенсивности период исследований дальневосточных морей.
Станция быстро развивалась и в 1928 году была преобразована в Тихоокеанский институт рыбного хозяйства (ТИРХ), а в 1934 году институт был переименован в Тихоокеанский научно-исследовательский институт рыбного хозяйства и океанографии (ТИНРО). В связи с обширностью Дальневосточного региона и большим объемом задач в 1932 году были созданы отделения института на Камчатке и Сахалине (с 1995 года КамчатНИРО и СахНИРО), а в 1933 году организовано отделение в Хабаровске, в 1959 году Магаданское отделение. В 1994 году в составе института появилась еще одна структурная единица — Чукотское отделение. В 1995 году в состав института, тогда уже именуемого ТИНРО-Центром, вошло эффективно работающее подразделение — База исследовательского флота ТИНРО.
С 2019 года институт вместе с другими научно-исследовательскими рыбохозяйственными организациями Росрыболовства в соответствии с Приказом министра сельского хозяйства Д. Н. Патрушева был реорганизован и присоединен к системе ВНИРО в качестве филиала.

## Экспедиции
Ежегодно ученые ТИНРО проводят ряд экспедиций в северной части Тихого океана на научно-исследовательских судах, результаты которых используются для прогнозирования более 600 промысловых объектов, добываемых на Дальневосточном рыбохозяйственном бассейне. В последние годы к традиционным районам работы судов (Японское, Охотское, Берингово моря и открытые воды северо-западной части Тихого океана) прибавились Арктика (восточный сектор Северного Ледовитого океана), а также в 2019 г. были выполнены уникальные исследования в восточной части Тихого океана в заливе Аляска.

## Прикладные работы
Поскольку институт является научной организацией Федерального агентства по рыболовству, в его задачи входит научно-информационное обеспечение рыбохозяйственной отрасли России. В обязанности ученых входит систематический мониторинг состояния запасов промысловых объектов, разработка материалов обоснования общих допустимых объемов вылова и определение объемов рекомендуемой добычи водных биоресурсов, создание перспективных технологий переработки и товарного выращивания гидробионтов, подготовка оперативных рекомендаций для главных путин Дальнего Востока — минтаевой, сельдевой, лососевой, крабовой, пелагической.

## Научное издание
В ТИНРО издается один из старейших журналов по вопросам морской биологии — «Известия ТИНРО». В 2002 г. «Известия ТИНРО» решением ВАК внесены в перечень ведущих научных журналов и изданий, в которых должны быть опубликованы основные научные результаты диссертаций на соискание ученой степени доктора наук. В настоящее время журнал включен в Перечень ВАК как издание, имеющее переводную версию, которая входит в международные базы данных и системы цитирования (CA(pt), Scopus, Springer, WoS).

## Взгляды и позиция
Ученые ТИНРО выступают за комплексный подход к изучению и использованию биоресурсов и считают океанические исследования важнейшей частью научного обеспечения функционирования рыбной отрасли.
В истории со спорами насчет содержания морских млекопитающих в неволе для культурно-просветительской деятельности, ТИНРО выступил в поддержку океанариумов. Собственный научный адаптационный центр ТИНРО закрылся в 2018 г. в соответствии с завершением научных программ по адаптации и изучению акустической активности морских млекопитающих.
В ноябре 2018 года разразился скандал, связанный с недопустимыми условиями содержания касаток и белух в бухте Средняя. Представители Дальневосточной природоохранной прокуратуры, Следственного комитета и эксперты-биологи провели инспекцию центра, и нашли условия содержания морских млекопитающих подобными «морской тюрьме». В феврале 2019 года Следственный комитет по Хабаровскому краю возбудил уголовное дело о жестоком обращении с косатками и белухами в Центре адаптации морских млекопитающих.
Скандал вызвал широкий общественный резонанс. К резонансному делу подключились десятки общественных, некоммерческих структур, государственных органов и международных организаций, собирались подписи, подавались петиции, однако действия и требования, выдвигаемые включившимися в скандал структурами, вступают в серьёзные противоречия друг с другом.
Губернатор Приморского края Олег Кожемяко и министр природы РФ Дмитрий Кобылкин пригласили Жана-Мишеля Кусто возглавить независимую международную экспертную комиссию. Кусто принял приглашение.
В начале апреля 2019 года комиссия Ж.-М. Кусто прибыла в Россию. Вместе с губернатором Олегом Кожемяко и министром Дмитрием Кобылкиным, комиссия Кусто приступила к изучению ситуации на месте. По мнению Олега Кожемяко, на месте и на базе Центра адаптации морских млекопитающих в бухте Средняя должен быть создан современный реабилитационный центр для бывших узников «китовой тюрьмы», цель которого — восстановить здоровье адаптировать белух и косаток, содержащихся там, к самостоятельной жизни в океане, восстановить их природные инстинкты и подготовить их к выпуску в естественную среду обитания. Ж.-М. Кусто выступил с аналогичной инициативой.
Руководством страны принято решение о возвращение животных в естественную среду обитания. Первый этап выпуска стартовал 20 июня, завершились работы по освобождению 10 ноября. Российскими учеными была проведена работа, не имеющая мировых аналогов: никто и никогда ни в одной стране мира в естественную среду обитания не возвращал столько морских млекопитающих, сколько содержалось в центре реадаптации в бухте Средняя Приморского края. В свободное плавание отправились 87 белух и 10 косаток.
Животных выпускали партиями в соответствии программой, разработанной учеными Всероссийского НИИ рыбного хозяйства и океанографии.